# 배달

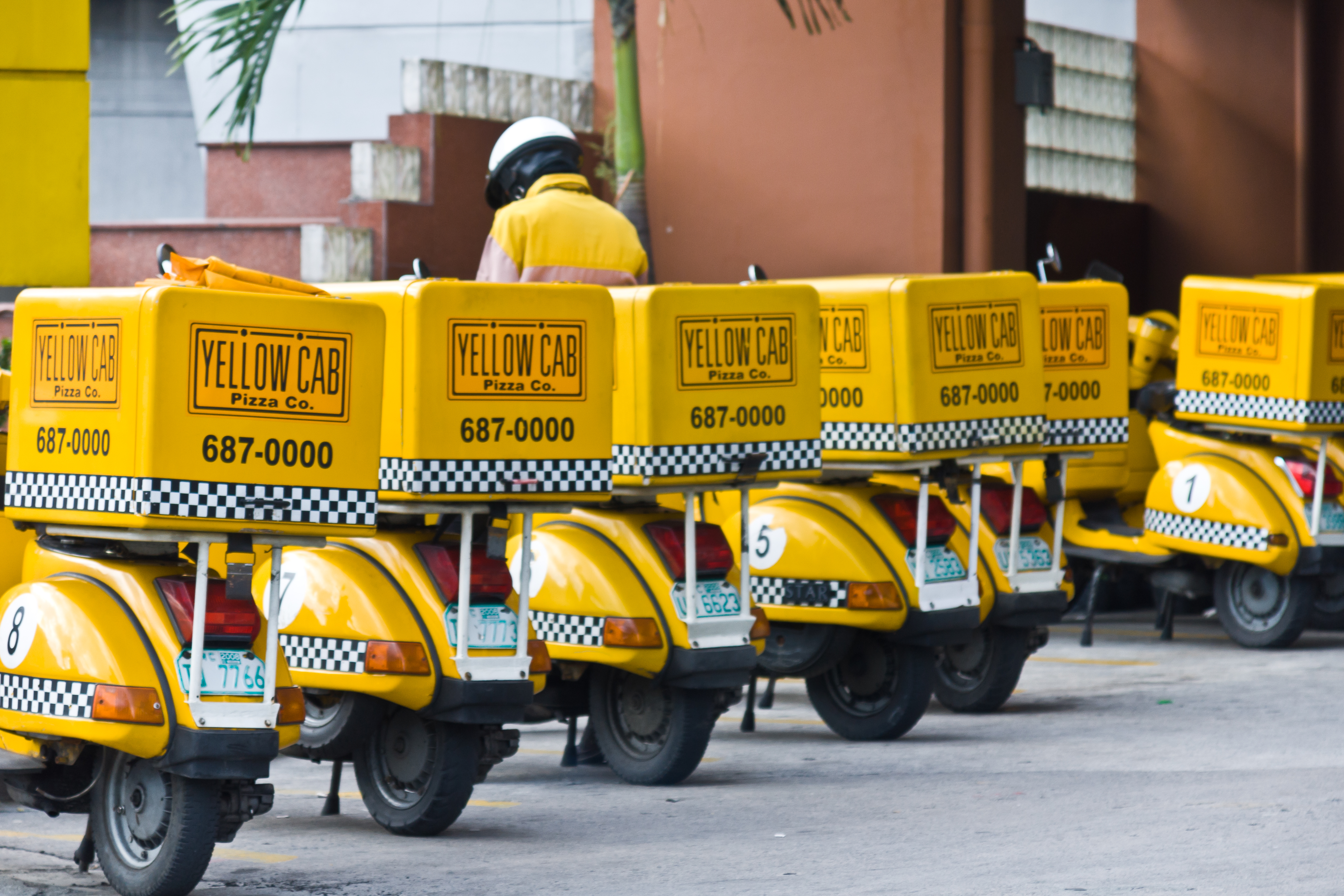
필리핀 마닐라 마카티 비즈니스 지구의 피자 배달 스쿠터

배달(配達) 또는 딜리버리(영어: delivery)는 물품이나 음식을 배송하는 것을 말한다. 가정 배달의 경우 피자 배달과 같이 패스트 푸드와 기타 편의 제품의 이용이 가능하기도 하다. 슈퍼마켓 상품의 가정 배달도 가능한 경우가 있다. 물건의 배달을 전문으로 하는 일은 용달(用達)로 부른다.
배달은 상품을 출발지에서 미리 정의된 목적지까지 운송하는 과정이다. 화물(물리적 상품)은 주로 육상의 도로와 철도, 해상의 항로, 공중의 항공 네트워크를 통해 배송된다. 특정 유형의 상품은 액체 상품용 파이프라인, 전력용 전력망, 인터넷과 같은 컴퓨터 네트워크 또는 전자 정보용 방송 네트워크와 같은 특수 네트워크를 통해 배송될 수 있다.
배달은 상업과 무역의 기본 요소이며 운송과 유통을 포함한다. 상품을 배송하는 일반적인 프로세스를 유통이라고 하며, 상품과 인력의 배송과 처리를 위한 효과적인 프로세스에 대한 연구를 물류라고 한다. 생산 또는 보관 지점에서 판매 지점까지 상업용 상품을 전문적으로 배송하는 회사를 일반적으로 유통업체라고 하며, 소비자에게 상품을 전문적으로 배송하는 회사를 배송 서비스라고 한다. 우편, 택배 및 재배치 서비스는 또한 상업 및 개인 이익을 위한 상품을 배송한다.

## 같이 보기
- 우유 배달
- 신문 배달